# Graptocorixa uhleri
Graptocorixa uhleri är en insektsart som först beskrevs av Hungerford 1925.  Graptocorixa uhleri ingår i släktet Graptocorixa och familjen buksimmare. Inga underarter finns listade i Catalogue of Life.